# Грб Аустроугарске
Грб Аустроугарске монархије је грб ове монархије током свог постојања од 1867. до 1918. године.

## Национални грб
| Грб | Период    | Носилац                            | Опис |
| --- | --------- | ---------------------------------- | ---- |
|     | 1815-1867 | Грб Аустријског царства            |      |
|     | 1867–1918 | Мањи грб Аустроугарске монархије   |      |
|     | 1867–1918 | Средњи грб Аустроугарске монархије |      |
|     | 1867–1918 | Царски грб Аустроугарске монархије |      |

## Грб две конститутивне земље
| Грб | Период    | Носилац               | Опис |
| --- | --------- | --------------------- | --- |
|     | 1915–1918 | Аустријски средњи грб | |
|     | 1915–1918 | Аустријски мањи грб   | |
|     | 1915–1918 | Угарски средњи грб    | Такозвани "анђеоски грб" са грбом Хрватске, Славоније, Далмације, Босне и Херцеговине, Трансилваније, града Ријеке и Краљевине Мађарске |
|     | 1915–1918 | Угарски мањи грб      | Са грбовима Краљевине Мађарске и Краљевине Хрватска-Славонија                                                                           |

## Регионални грбови
| Грб | Период    | Носилац                          | Опис |
| --- | --------- | -------------------------------- | ---- |
|     | 1867–1918 | Краљевина Бохемија               |      |
|     | 1867–1918 | Краљевина Хрватска-Славонија     |      |
|     | 1867–1918 | Краљевина Далмација              |      |
|     | 1804–1918 | Краљевина Галиција и Ледомерија  |      |
|     | 1867–1918 | Војводина Штајерска              |      |
|     | 1867–1918 | Истарска марка                   |      |
|     | 1878–1918 | Кондоминијум Босна и Херцеговина |      |